# Resolutie 785 Veiligheidsraad Verenigde Naties
Resolutie 785 van de Veiligheidsraad van de Verenigde Naties werd unaniem aangenomen op 30 oktober 1992. De resolutie verlengde de UNAVEM II-missie in Angola met een maand.

## Achtergrond
Nadat Angola in 1975 onafhankelijk was geworden van Portugal, keerden de verschillende onafhankelijkheidsbewegingen zich tegen elkaar bij het dingen naar de macht. Onder meer Zuid-Afrika en Cuba mengden zich in de burgeroorlog, totdat ze zich in 1988 terugtrokken. De VN-missie UNAVEM I zag toe op het vertrek van de Cubanen. Een staakt-het-vuren volgde in 1990, en hiervoor werd de UNAVEM II-missie gestuurd. In 1991 werden akkoorden gesloten om democratische verkiezingen te houden die eveneens door UNAVEM II zouden worden waargenomen.

## Inhoud

### Waarnemingen
De Veiligheidsraad:
- herinnert aan de resoluties 696 en 747;
- herinnert ook aan de verklaring van zijn voorzitter op 27 oktober;
- neemt akte van de brief van secretaris-generaal Boutros Boutros-Ghali, die aanbeveelt de UNAVEM II-missie tijdelijk te verlengen;
- is bezorgd om de verslechtering van de politieke situatie en de stijgende spanningen in Angola;
- is ook bezorgd over rapporten over een hervatting van de vijandelijkheden door UNITA in Luanda en Huambo;
- bevestigt dat om het even welke partij die het akkoord niet naleeft zal worden verworpen door de internationale gemeenschap en dat het resultaat van geweld niet zal worden aanvaard.

### Handelingen
De Veiligheidsraad stemde in met een verlenging van UNAVEM II tot 30 november 1992. Er werd aan de secretaris-generaal gevraagd dan gedetailleerd te rapporteren over de situatie en aanbevelingen voor de lange termijn te doen over het mandaat en de sterkte van de missie.
De hervatting van geweld werd veroordeeld en de Raad eiste dat het opnieuw zou stoppen. Ook de aanvallen en ongegronde beschuldigingen van UNITA aan het adres van de Speciale Vertegenwoordiger van de secretaris-generaal en UNAVEM II werden veroordeeld.
Volgens die Speciale Vertegenwoordiger waren de verkiezingen van 30 september over het algemeen vrij en eerlijk verlopen. De Veiligheidsraad riep UNITA en de andere partijen op de uitslag ervan te respecteren. Ook werd opgeroepen om de akkoorden na te leven door onder meer de troepen in te tomen, hun wapens te verzamelen, te demobiliseren en een nationaal eenheidsleger te vormen.
De leiders van de twee partijen werd gevraagd te overleggen zodat de tweede ronde van de presidentsverkiezingen snel kon doorgaan. Een partij die weigerde deel te nemen aan die gesprekken, en daarmee het hele proces op de helling zou zetten, zou verantwoordelijk worden gehouden. De Veiligheidsraad wilde al het mogelijke doen om de akkoorden uitgevoerd te krijgen.

## Verwante resoluties
- Resolutie 696 Veiligheidsraad Verenigde Naties (1991)
- Resolutie 747 Veiligheidsraad Verenigde Naties
- Resolutie 793 Veiligheidsraad Verenigde Naties
- Resolutie 804 Veiligheidsraad Verenigde Naties (1993)

Lijst ·  726 ·  727 ·  728 ·  729 ·  730 ·  731 ·  732 ·  733 ·  734 ·  735 ·  736 ·  737 ·  738 ·  739 ·  740 ·  741 ·  742 ·  743 ·  744 ·  745 ·  746 ·  747 ·  748 ·  749 ·  750 ·  751 ·  752 ·  753 ·  754 ·  755 ·  756 ·  757 ·  758 ·  759 ·  760 ·  761 ·  762 ·  763 ·  764 ·  765 ·  766 ·  767 ·  768 ·  769 ·  770 ·  771 ·  772 ·  773 ·  774 ·  775 ·  776 ·  777 ·  778 ·  779 ·  780 ·  781 ·  782 ·  783 ·  784 ·  785 ·  786 ·  787 ·  788 ·  789 ·  790 ·  791 ·  792 ·  793 ·  794 ·  795 ·  796 ·  797 ·  798 ·  799